# Strasbourgs universitet
Strasbourgs universitet (franska: Université de Strasbourg; på tyska ofta som Universität Straßburg) är ett franskt statligt universitet beläget i Strasbourg i Grand Est (Frankrike). Universitetet har rötter till 1500-talet och har under seklerna omvandlats ett flertal gånger, både till följd av staden Strasbourgs olika politiska hemmahörighet och av nationella politiska omvälvningar. I slutet av 1900-talet var man uppdelat på tre olika universitet, återförenat sedan 2009.

## Historik

### Bakgrund
Universitetet i Strasbourg har rötter till 1500-talet. 1538 skapade Johannes Sturm, på uppdrag av den dåvarande fria kejserliga staden Straßburg, det protestantiska gymnasiet som 18 år senare fick rang av akademi. 1621 omvandlades institutionen till universitet, tio år senare som kungligt universitet. Bland de tidiga studenterna fanns Johann Scheffler, som läste medicin och senare konverterade till katolicismen och framträdde som mystikern och poeten Angelus Silesius.

### Till Frankrike, Tyskland, Frankrike och Tyskland igen
Det lutherska tyska universitet levde vidare efter att Ludvig XIV:s Frankrike erövrat staden 1681. 1770/1771 var Johann Wolfgang von Goethe student där. Efter franska revolutionen övergick universitetet i stort sett från tyska till franska som lärospråk.
1872 återbildades universitetet som Kaiser-Wilhelm-Universität, efter att Strasbourg efter fransk-tyska kriget åter hade blivit en tysk stad; detta förorsakade en flykt västerut av fransktalande lärare. Som del i det tyska riket satsades resurser på att bygga universitet till ett bålverk mot den franska kulturen i Alsace, inklusive via bygget av ett antal nya universitetsbyggnader. Under detta knappa halvsekel tillkom ett antal nya fakulteter och institutioner samt bygget av flera bibliotek.
1918 återerövrades dock Strasbourg av Frankrike, vilket nu ledde till en flykt från universitet av tyskspråkiga lärare. Universitet behöll dock en stark forskningsinriktining, liksom en utåtriktad, internationell prägel.

### Efter andra världskriget, splittring
Under andra världskriget, när Frankrike var ockuperat av Tyskland, flyttades personal och utrustning till Clermont-Ferrand. I dess ställe skapades det kortlivade tyska Reichsuniversität Straßburg.
1968 års franska studentprotester mot ett förstelnat franskt lärosystem fick sina konsekvenser för Strasbourgs universitet. Två år senare delades universitetet därför upp i tre olika institutioner:
- Strasbourg I (Université Louis Pasteur), inriktat mot naturvetenskaper
- Strasbourg II (sedan 1998 Université Marc Bloch), omkring humaniora och samhällsvetenskaper
- Strasbourg III (sedan 1987 Université Robert Schuman), med juridik, statsvetenskap, sociologi och teknologi

### Återförening
Dessa tre universitet återförenades dock 2009, med målsättningen att öka universitets slagkraft i konkurrens med utländska universitet. De tre separata universiteten hade sedan ett par decennier inlett olika samarbeten, omkring skapandet av ett universitetskomplex i staden, regionen och området på båda sidor av Rhen. Som återskapat universitet var man ett av de tjugo första franska universiteten att nå större självstyre gentemot franska staten.

## Verksamhet
Universitetet är känt för att under lång tid haft en blandning av tysk och fransk kultur samt av katolicism och lutherdom. Man är än idag en tvåspråkig institution.
Staden Strasbourg hävdar att man numera (på 2020-talet) den mest internationella franska universitetsstaden efter Paris. Av de 51 000 studenterna är 20 procent hemmahörande i andra länder.